# Isodiametra urua
Isodiametra urua är en plattmaskart som först beskrevs av Ernst Marcus 1954.  Isodiametra urua ingår i släktet Isodiametra och familjen Isodiametridae. Inga underarter finns listade i Catalogue of Life.